# 亀山市立井田川小学校
亀山市立井田川小学校（かめやましりつ いだがわしょうがっこう）は、三重県亀山市みどり町にある公立小学校。
亀山市内のみどり町、みずほ台と呼ばれる団地の中に立地し、団地に居住する児童を多数抱えるが、学校自体は団地より先に設立されている。敷地面積は30,684m2。

## 沿革
- 1875年（明治8年）3月 - 田村、長明寺、海善寺の3村で田村に田村学校創立。
- 1876年（明治9年）8月 - 西冨田、中冨田、小田、和泉の4村で西冨田村に西冨田学校創立。
- 1876年（明治9年）8月 - 和田、井尻、川合の3村で和田村に和田学校創立。
- 1883年（明治16年）7月 - 田村学校、西冨田学校、和田学校の3校が合併し、せん穀学校と改称。
- 1891年（明治24年）4月 - 鈴鹿郡井田川尋常小学校と改称。
- 1915年（大正4年）2月 - 海善寺に校舎新築、移転。
- 1941年（昭和16年）4月 - 鈴鹿郡井田川村国民学校と改称。
- 1947年（昭和22年）4月 - 鈴鹿郡井田川村立井田川小学校と改称。井田川中学校併設。
- 1954年（昭和29年）9月 - 亀山市制施行。亀山市立井田川小学校と改称。
- 1954年（昭和29年）12月 - 校区の東部地区が鈴鹿市に編入される。亀山市と鈴鹿市による学校組合がおかれ、亀山市鈴鹿市学校組合立井田川小学校と改称。
- 1979年（昭和54年）3月 - 組合立小学校解散。
- 1979年（昭和54年）4月 - みどり町に新校舎を完成させ移転。亀山市立井田川小学校として開校。
- 1979年（昭和54年）6月 - 1979年6月1日を亀山市立井田川小学校創立記念日と定める。
- 1979年（昭和54年）8月 - プールが完成。
- 1980年（昭和55年）3月 - 屋内運動場が完成。
- 1981年（昭和56年）3月 - 校歌を制定。
- 1986年（昭和61年）1月 - 西校舎（3階建）が完成。
- 1989年（平成元年）3月 - 校舎西側と北側の増築工事が竣工。
- 1992年（平成4年）6月 - 視聴覚室、図工室完成。
- 1996年（平成8年）3月 - 保健室完成。
- 1997年（平成9年）6月 - プール温水設備完成。
- 2002年（平成12年）2月 - バリアフリー（スロープ・トイレ）改修工事竣工。

## 通学区域
- 亀山市
  - 井田川町、川合町及び和田町（亀山東小学校区に含まれる区域を除く）、みどり町、みずほ台、田村町（一部）、みずきが丘

卒業生は基本的に亀山市立中部中学校へ進学する。

## アクセス
- JR関西本線 井田川駅から西へ約800m
- 三重交通 みどり町バス停にて下車